# Apogon erythrinus
 Apogon erythrinus és una espècie de peix de la família dels apogònids i de l'ordre dels perciformes.

## Morfologia
Els mascles poden assolir els 4 cm de longitud total.

## Distribució geogràfica
Es troba a l'est del Pacífic central: Illes Hawaii.